# Полидор (скульптор)
Полидор — известный древнегреческий скульптор, принадлежавший к родосской школе времён диадохов.
Вместе с Агесандром был одним из создателей знаменитой скульптурной группы «Лаокоона с сыновьями» и, по некоторым предположениям, мог приходиться сыном Агесандру. Работал также со скульптором Афинодором.
Время его жизни не установлено, но предполагается, что он жил во II веке до н. э (менее вероятно, что в I веке до н. э.). Какие-либо подробности его жизни неизвестны. О скульпторе с таким же именем, создававшем статуи из бронзы, писал Плиний Старший (… athletas et armatos et venatores sacrificantesque («Естественная история», xxxiv. 8. s. 19. § 34.)).